# توماس موراتو
توماس موراتو (بالإسبانية: Tomas Morato)‏ هو سياسي إسباني، ولد في 3 يوليو 1887 في جافيا في إسبانيا، وتوفي في 6 مارس 1965 في كيزون في الفلبين. حزبياً، نشط في بارتيدو ليبرال (بيليبيناس). وقد انتخب عضو مجلس النواب في الفلبين.